# Pavel Korin
Pavel Dmitriyevich Korin (em russo:  Павел Дмитриевич Корин; Palekh, 7 de julho de 1892 – Moscou, 22 de novembro de 1967) foi um pintor e restaurador de arte russo. Ficou famoso por suas obras de grandes proporções e de impressionante realismo.